# 鮮魚
鮮魚（せんぎょ）は、漁獲後まもない新鮮な魚のことである。しばしば魚介類全般もこの延長で扱われる。

## 概要
鮮魚は、所謂「生」の魚のうちでも新鮮である状態であり、特に刺身や寿司など生の魚を使った料理が大きな地位を得ている日本料理の範疇では、魚の鮮度は重視される要素となっているが、それ以外の魚料理でも鮮度のよい魚ほど風味がよいと好まれる傾向が強い。特に専門に扱う業態としては、鮮魚店（いわゆる魚屋）があり、これらでは鮮度のよい食材としての魚を販売している。
魚は生存のために水中（ないし海中）に居る必要があり、これは水揚げされた時点から魚の死によって鮮度が低下を始めることになるが、多くの魚を取り扱うことに関わる産業では、こういった劣化を防ぐための様々な方法が開発され、利用されている。この中では、活け締めと呼ばれる家畜を屠殺する手法に似た鮮度を保つために行われる処置のほか、冷蔵庫といった低温貯蔵の方法も標準的に利用されており、電気冷蔵庫の無かった時代には天然に得られる氷を使った冷蔵方法が用いられもした。
こういった鮮魚は、生のままでは保存性が著しく悪いこともあり、塩漬けや干物といった保存食としての加工も促すことにも繋がったが、この加工を行った時点で鮮魚の範疇からは外れる。より厳密には、冷凍することも鮮魚の範疇から外れていくことになるが、冷凍することで雑菌の繁殖や自己融解といった劣化を引き起こす状態変化を停止させることで魚はより輸送や保存がしやすくなるために広く用いられており、また今日では解凍方法にも工夫が凝らされ、急速に冷凍されたものを適切に解凍することにより、鮮魚にさほど劣ることも無く新鮮さを保つことも可能となっている。
なお、鮮魚はことのほか生の食材を重視する日本料理で重要視されてはいるものの、いずれ鮮度の落ちた魚は食用に適さなくなることもあり、概ね魚料理を食べることのある地域では、新鮮な魚は風味のよい料理に欠かせない要素とみなされている。こういった鮮魚の重要視は地域的なものによる程度の差こそあれ、世界中の各所に見出されるところである。